# Спортска дворана Пекишког технолошког института
Спортска дворана Пекишког технолошког института, познатијег као Beijing Institute of Technology Gymnasium (поједностављен кинески језик: 北京理工大学体育馆; традиционални кинески језик: 北京理工大學體育館; пињин: Běijīng Lǐgōng Dàxué Tǐyùguǎn) је затворена спортска арена са 5.000 сједишта која се налази у кампусу Пекиншког технолошког института у Пекингу, Кина. Био је домаћин такмичења у такмичењу у одбојци на Летњим олимпијским играма 2008. године и такмичења у голбалу на Летњим параолимпијским играма 2008. године.
Спортски комплекс има површину од 21,9 хиљада м² и дизајниран је за 5 хиљада гледалаца. Налази се 8 километара од Олимпијског парка у Пекингу.